# Rzechta Drużbińska
Rzechta Drużbińska – wieś w Polsce położona w województwie łódzkim, w powiecie poddębickim, w gminie Zadzim.
W latach 1975–1998 miejscowość administracyjnie należała do województwa sieradzkiego.
W skład sołectwa Rzechta Drużbińska wchodszą także wsie Alfonsów, Annów i Urszulin.

## Części wsi
| SIMC    | Nazwa   | Rodzaj    |
| ------- | ------- | --------- |
| 0720757 | Dziadów | część wsi |

## Historia
Rzechta Drużbińska – pow. poddębicki
1) 1391 T. Sir. I f. 27: Rzektha - Janek de Rzektha 2) 1403 T. Sir. III f. 63, por. Koz. II, 89: Rzektha - Scarbimir, Dobek de Rzektha
3) XVI w. Ł. I, 396-397: Rzektha - villa, parafia Drużbin, dek. i arch. uniejowski. 4) 1511–1518 P. 188: Rzektha - parafia Drużbin, powiat szadkowski, województwo sieradzkie. 1552-1553 P. 231: Rzekta - jw. 5) XIX w. SG X, 128: Rzechta Drużbińska - kolonia i folwark (Smolarnia) par. jw., gm. Wierzchy, pow. sieradzki.
Słownik Geograficzny:
Rzechta Drużbińska, w XVI w. Rzekta, kolonia i folwark, pow. sieradzki, gm. Wierzchy, par. Drużbin, odl. od Sieradza 32 km. Posiada szkołę początkową. Kolonia ma 38 domów, 334 mieszkańców; folwark 2 domy, 5 mieszkańców. W 1827 r. 17 domów, 125 mieszkańców W 1874 r. folwark Rzechta rozległość mórg 150: grunty orne i ogrody mórg 87, łąk mórg 16, pastwisk mórg 32, nieużytków mórg 15; budynków murowanych 7, z drzewa 1. Wieś Rzechta Drużbińska osada 81, z gruntami mórg 876. Pleban w Drużbinie pobierał dziesięcinę z łanów od kmieci i z folwarku oraz kolędę po korcu owsa z łanu od kmieci a od zagród, po półgrosza (Łaski, L. B., I, 397). W 1552 r. było 9 osad., 41 łan. (Pawiński, Wielkop., II, 231).
Spis 1925:
Rzechta, wieś i kolonia, pow. sieradzki, gm. Wierzchy. Budynki z przeznaczeniem mieszkalne wieś 43, kolonia 5. Ludność ogółem: wieś 257, kolonia 41. Mężczyzn wieś 133, kolonia 21, kobiet wieś 124, kolonia 20. Ludność wyznania rzymskokatolickiego wieś 257, kolonia 41. Podało narodowość: polską wieś 257, kolonia 41.